# Westfália
Westfália, amtlich portugiesisch Município de Westfália, ist eine  Gemeinde im brasilianischen Bundesstaat Rio Grande do Sul. Sie liegt 115 km von der Hauptstadt Porto Alegre entfernt und wurde 1996 aus Teilen der Gemeinden Teutônia und Imigrante gebildet. Die Bevölkerungszahl wurde zum 1. Juli 2019 auf 3014 Einwohner geschätzt, die auf einer Gemeindefläche von rund 63,7 km² leben und westfalianos genannt werden. Sie steht an 387. Stelle der 497 Munizips des Bundesstaates.
2016 wurde dort das Plattdüütsch (Niederdeutsche Sprache) als kooffiziell neben dem Portugiesischen anerkannt. Der Ort ist nach Westfalen benannt, Herkunftsgegend vieler Immigranten.

## Geographie
Umliegende Gemeinden sind Teutônia, Boa Vista do Sul und Imigrante. Auf dem Gemeindegebiet liegen noch mehrere kleinere Ortschaften, darunter Linha Schmidt, Linha Frank, Linha Paissandu und Linha Berlim, das nach Berlin benannt ist. Der Ort ist erreichbar über die BR-453, die als Rota do Sol (Sonnenstraße) bekannt ist und die Küste von Rio Grande do Sul mit der Serra Gaúcha verbindet.

## Klima
Die Gemeinde hat tropisches, gemäßigtes Klima, Cfa nach der Klimaklassifikation nach Köppen und Geiger. Die Durchschnittstemperatur ist 19,5 °C. Die durchschnittliche Niederschlagsmenge liegt bei 1391 mm im Jahr.